# Peter Shreeves
Peter Shreeves (Neath, 30 novembre 1940) è un ex calciatore e allenatore di calcio gallese, di ruolo centrocampista.

## Carriera

### Giocatore
Shreeves nasce in Galles, a Neath, ma trascorre poi gran parte dell'infanzia ad Islington, nell'area metropolitana di Londra; inizia a giocare a livello semiprofessionistico con il Finchley, per poi nel gennaio del 1959 venir tesserato dal Reading, club di terza divisione, dove rimane fino al 1966, totalizzando complessivamente 113 presenze e 17 reti in partite di campionato con i Royals. La sua carriera professionistica si interrompe anzitempo a 26 anni a causa della rottura di una gamba, che comunque non gli impedisce di continuare a giocare, sia pure a livello semiprofessionistico, per ulteriori 7 stagioni, fino al 1973. In questi anni veste le maglie di Chelmsford City, Wimbledon FC e Stevenage, rispettivamente in Southern Football League.

### Allenatore
Inizia ad allenare nella stagione 1973-1974, con un incarico nelle giovanili del Charlton; trascorre poi i 6 anni successivi al Tottenham, dove allena per 3 anni nelle giovanili e per 3 anni la squadra riserve. Dal 1980 al 1984 è invece vice allenatore della prima squadra sempre al Tottenham, dove lavora insieme a Keith Burkinshaw, l'allenatore che l'aveva a suo tempo promosso dalle giovanili alla squadra riserve. Alle dimissioni di quest'ultimo nell'estate del 1984, Shreeves viene promosso ad allenatore del club: la sua prima stagione alla guida degli Spurs è estremamente positiva, dal momento che si chiude con un terzo posto in classifica (piazzamento che, se non fosse stato per la squalifica delle squadre inglesi dalle competizioni UEFA per club in seguito al disastro dell'Heysel, sarebbe valso la qualificazione alla Coppa UEFA). L'anno seguente i risultati sono invece meno positivi, tanto che nel marzo del 1986 Shreeves viene esonerato in favore di David Pleat, che poi concluderà il campionato al decimo posto in classifica. Dopo l'esonero, Shreeves trascorre 4 stagioni al QPR lavorando come vice, sempre nella prima divisione inglese; trascorre poi la stagione 1990-1991 lavorando contemporaneamente come vice di Steve Perryman al Watford e come vice di Terry Yorath nella nazionale gallese. Nell'estate del 1991 fa ritorno al Tottenham, con cui nella stagione 1991-1992 vince il Charity Shield e conquista un quindicesimo posto in classifica in prima divisione, piazzamento che a fine stagione gli costa nuovamente l'esonero dalla panchina degli Spurs. Dopo una stagione di inattività, dal 1993 al 1996 lavora come vice di Glenn Hoddle al Chelsea, in prima divisione, per poi andare a ricoprire un ruolo analogo per le successive 3 stagioni allo Sheffield Weds (prima con David Pleat e poi con Ron Atkinson), di cui nel 1997 per un breve periodo è anche allenatore ad interim (nell'intermezzo tra i 2 allenatori), sedendo in panchina in un'unica partita (la vittoria casalinga per 5-0 contro il Bolton dell'8 novembre 1997). Segue poi Atkinson al Nottingham Forest, dove lavora per alcuni mesi come vice. Nella parte finale della stagione 1999-2000 viene assunto nuovamente dallo Sheffield Wednesday come allenatore ad interim, non riuscendo nonostante alcuni buoni risultati ad evitarne la retrocessione in seconda divisione (in particolare, tra il 25 marzo ed il 14 maggio del 2000 totalizza 3 vittorie, un pareggio e 5 sconfitte in 9 partite di campionato, per complessivi 10 punti conquistati). Rimane comunque al club anche per la stagione 2000-2001, come vice di Paul Jewell; nel febbraio del 2001, all'esonero di quest'ultimo, viene promosso come allenatore del club, evitandone una seconda retrocessione consecutiva. Nell'ottobre del 2001, dopo una serie di cattivi risultati nelle prime partite della stagione 2001-2002 (2 vittorie in altrettante partite di Coppa di Lega e una vittoria, 5 pareggi e 8 sconfitte in campionato, per un totale di 8 punti in 13 partite), si dimette però dall'incarico. Conclude poi la stagione come vice dei londinesi del Barnet, in Football Conference (quinta divisione e più alto livello calcistico inglese al di fuori della Football League); l'anno seguente diventa invece allenatore del club, dimettendosi però al termine della stagione 2002-2003 dopo aver mancato la qualificazione ai play-off. Nei primi mesi della stagione 2009-2010, dopo alcuni anni di inattività, viene nominato direttore tecnico dei semiprofessionisti del Grays Athletic, di cui dal 10 al 16 settembre 2009 è anche allenatore ad interim al posto del dimissionario Gary Phillips (senza di fatto comunque guidare la squadra in partite ufficiali). Dal gennaio del 2010 al termine della stagione 2009-2010 lavora invece come vice al Barnet.

## Palmarès

### Giocatore

#### Competizioni nazionali
- Southern Football League: 1

Chelmsford City: 1967-1968

### Allenatore

#### Competizioni nazionali
- Community Shield: 1

Tottenham: 1991